# Čiaki Minamijamaová
Čiaki Minamijamaová (japonsky 南山 千明, * 16. října 1985, Ičikawa, Japonsko) je japonská fotbalistka.

## Reprezentační kariéra
Za japonskou reprezentaci v roce 2010 odehrála 4 reprezentační utkání. Byla členkou japonské reprezentace i na Mistrovství Asie ve fotbale žen 2010.

## Statistiky
| Japonsko | Japonsko | Japonsko |
| Roky     | Záp.     | Góly     |
| -------- | -------- | -------- |
| 2010     | 4        | 2        |
| Celkem   | 4        | 2        |

## Úspěchy

### Reprezentační
- Mistrovství Asie:  2010